# 粛南ユグル族自治県
粛南ユグル族自治県（しゅくなんユグルぞくじちけん）は中華人民共和国甘粛省張掖市に位置する自治県。全国のユグル族（裕固族）の90%が居住する。自治県人民政府の所在地は紅湾寺鎮。

## 行政区画
3鎮、2郷、3民族郷を管轄：
- 鎮：紅湾寺鎮、皇城鎮、康楽鎮
- 郷：大河郷、明花郷
- 民族郷：馬蹄チベット族郷、祁豊チベット族郷、白銀モンゴル族郷